# Acúrsio Carrelo
Acúrsio Freire Alves Carrelo, auch Acúrcio Freire Alves Carrelo (* 16. März 1931 in Lourenço Marques, heutiges Maputo, Moçambique; † 9. Januar 2010 in Portugal), war ein portugiesischer Rollhockey- und Fußballnationalspieler. Auf Vereinsebene war er für den FC Porto aktiv, mit dem er zweimal Meister wurde und den Pokal gewann.
Der europäischstämmige Carrelo spielte ursprünglich in der Kolonialhauptstadt Lourenço Marques für Ferroviário und wurde schon 1955 wegen seines auffälligen Talents zum FC Porto im Mutterland transferiert. In den 1950er Jahren war Fußball in Portugal noch weitestgehend Amateursport. Oft übten Spieler noch weitere Sportarten aus. Acúrsio Carrelo teilte seine Interessen zwischen Rollhockey, wo er beim FC Porto zu den Pionieren des Sports gehörte und als Stürmer aktiv war, und Fußball. In beiden Sportarten trat er für die portugiesische Nationalmannschaft an.
Von den Spielzeiten 1955/56, in der er als 25-Jähriger debütierte, bis 1960/61 stand er insgesamt 59 Mal im Tor der Fußballmannschaft des FC Porto. Er gewann unter den Trainern Dorival Knippel und Béla Guttmann, einem Vorreiter der Professionalisierung des portugiesischen Fußballs, die Meisterschaften von 1956 und 1959 – die bis 1978 letzte Meisterschaft des Vereins – sowie den Pokal von 1957, wenngleich er in früheren Jahren, so auch im Pokalfinale, noch zweiter Mann hinter dem mehrfachen Nationaltorwart Manuel Henriques de Pinho war. 1958 gelang ihm als bislang einzigem Torwart in einem portugiesischen Erstligaspiel – bei einem 3:1-Sieg gegen Belenenses Lissabon im Estádio do Restelo von Lissabon – einen Abschlag direkt im gegnerischen Tor unterzubringen.
Am 21. Mai 1959 gab er in Göteborg bei einer 0:2-Niederlage in einem freundschaftlichen Länderkampf gegen Schweden in der portugiesischen Fußballnationalmannschaft seinen Einstand. Mit der Nationalmannschaft nahm er auch an den Qualifikationsspielen zur Europameisterschaft 1960 teil, wo sich Portugal zunächst gegen die DDR durchsetzen konnte, aber im Viertelfinale nach einem 2:1-Heimsieg gegen den späteren Finalisten Jugoslawien im Rückspiel am 22. Mai 1960 in Belgrad mit 1:5 unterlag. Dies war sein achtes und letztes Länderspiel. Zu seinen bekannteren Mitstreitern seiner Länderspielkarriere zählten Mário Coluna und Domiciano Cavém, beide von Benfica Lissabon, sowie Germano de Figueiredo vom Lissaboner Atlético Clube de Portugal, der später ebenfalls für Benfica spielte.
Nach dem 1961 im heimischen Estádio das Antas gegen Leixões SC mit 0:2 verlorenen Pokalfinale beendete er seine Fußballerlaufbahn und kehrte nach Moçambique zurück. Bei Porto folgte ihm sein Ersatzmann Américo Lopes nach, der ebenso Nationalspieler werden sollte.
In Moçambique engagierte er sich erneut im Rollhockey und wurde als Spielertrainer bei Sporting Lourenço Marques 1962/63 Meister der seinerzeitigen portugiesischen Kolonie. Bald kehrte er aber wieder nach Porto zurück, wo er, nunmehr als Torwart, seine Rollhockey-Aktivität einstweilen fortsetzte und beispielsweise 1969 die Stadtmeisterschaft gewann.
Nach seinem Ableben wurde er im Centro Social e Paroquial von Oeiras nahe Lissabon beigesetzt.